# La Fille du vent
La Fille du vent est la neuvième histoire de la série Yoko Tsuno de Roger Leloup. Elle est publiée pour la première fois du no 2081 au no 2100 du journal Spirou, puis en album en 1979.

## Personnages

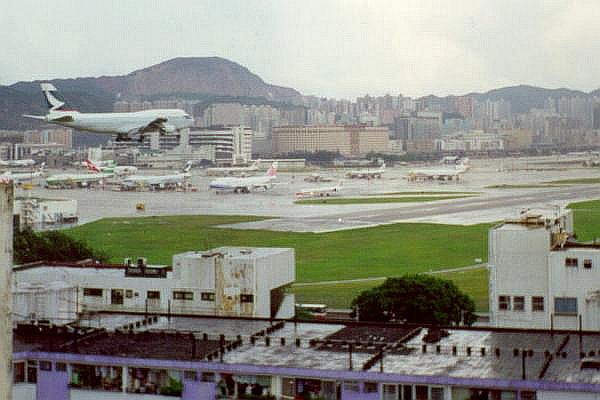
Aéroport de Hong Kong–Kai Tak.

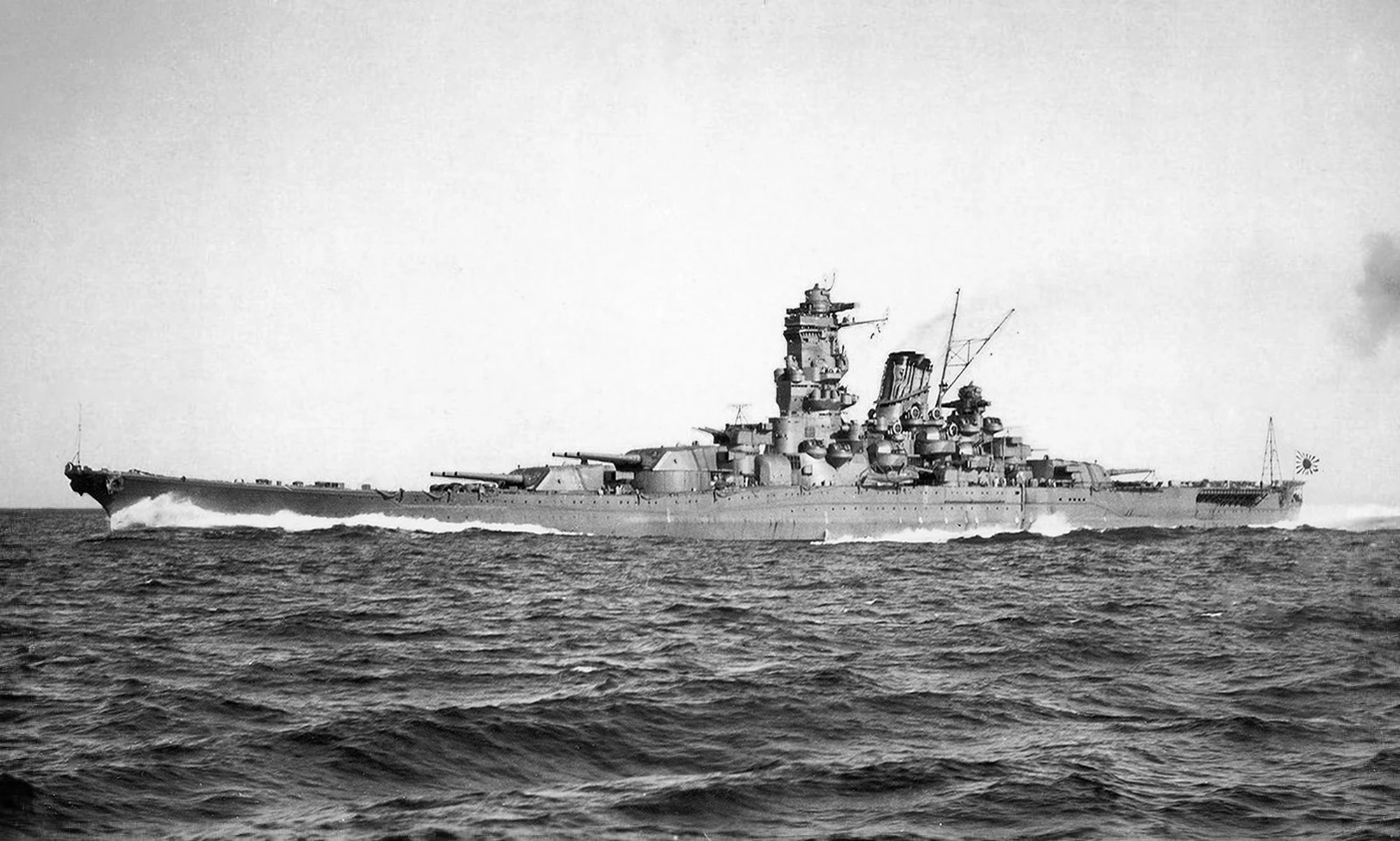
Le Yamato.

| Trio                                  | Alliés                                                                    | Adversaires  |
| ------------------------------------- | ------------------------------------------------------------------------- | ------------ |
| - Yoko Tsuno - Vic Vidéo - Pol Pitron | - Seiki Tsuno - Aoki - Masako Ishida - Tchen Wou-Tcheng - Colonel Tagashi | - Ito Kazuki |

## Résumé
Informée par le géophysicien Tchen Wou-Tcheng que son père, Seiki Tsuno, « s'apprête à commettre une folie », Yoko est sollicitée par les services météorologiques de l'aviation japonaise pour s'interposer dans le conflit opposant son père à Ito Kazuki, son ancien collaborateur qui, soutenu par le complexe militaro-industriel japonais, essaie de créer et contrôler les typhons qui ravagent régulièrement le Japon pour en faire une arme redoutable. Yoko retrouve sur son île natale, Aoki qui est un ancien kamikaze qui n'a pas réussi à précipiter son Zero sur l'ennemi durant la seconde guerre mondiale et a été sauvé de la mort par le grand-père de Yoko. 

Les évènements s'emballent quand Kazuki détourne les missiles envoyés par Seiki détruire le super-typhon qu'il vient de créer. Celui-ci devient incontrôlable et risque de dévaster le Japon entier.
Seiki Tsuno détient néanmoins une ultime arme anti-typhon : une bombe nucléaire et deux jets pour la larguer.
Yoko pilote le jet avec une bombe conventionnelle larguée en haut du typhon alors qu'Aoki pilote le jet doté de l'arme atomique. Celui-ci précipite sous les yeux de Yoko son avion endommagé au cœur du typhon, permettant à la bombe qu'il convoyait d'exploser au bon endroit, et empêchant ainsi le typhon d'aller dévaster l'île de Kyūshū. Aoki a ainsi réalisé son rêve d'offrir sa vie au Japon.

## Lieux
- Hong Kong : Aéroport de Hong Kong–Kai Tak et baie de Tseung Kwan O
- L'Île du Songe, île imaginaire au large de Kyūshū
- Épave du Yamato (env. 290 km au sud de Kyūshū, dans la mer des Philippines)

## Publication

### Revues
L'épisode a été prépublié dans le journal Spirou du numéros 2081 (2 mars 1978) au numéro 2100 (13 juillet 1978),.

### Album
Cette histoire est publiée en album pour la première fois en 1979 chez Dupuis et connaitra diverses rééditions par la suite. En mai 2009, elle est intégrée au septième volume de l'Intégrale Yoko Tsuno, Sombres complots,.

### Documentation
- Henri Filippini, « La Fille du vent », Schtroumpfanzine, no 29,‎ avril 1979, p. 23.